# Lokomotiva 721
Řada 721 (do roku 1988 T 458.1) je dieselová lokomotiva s elektrickým přenosem výkonu určená pro službu na posunu a lehčí traťovou službu. Vyráběna byla v letech 1962–1972 lokomotivkou ČKD pro ČSD, československé průmyslové podniky, irácké a albánské železnice a průmyslové podniky Indie, NDR a Polska.
Lokomotiva je odvozena od řady ČME2 určené pro export do SSSR, koncepce obou vychází z řady T 435.0 (později označené řadou 720).
Podobně jako starší řada 720, i tyto lokomotivy jsou nejčastěji přezdívány hektor (pro odlišení i s přídomkem velký), méně obvykle i buchar či na Slovensku ťapka.

## Vývoj
V padesátých letech bylo v ČKD vyrobeno několik různých prototypů motorových lokomotiv, které byly postupně testovány s většími či menšími úspěchy. Mezi nejúspěšnější se zařadily zprvu nespolehlivé úzkorozchodné T 47.0 (později označované TU 47.0 a 705.9) a posunovací T 211.0 (700) či T 435.0 (720), jejichž prototypy byly dokončeny mezi lety 1957–58. Jejich počty však byly minimální, zkoušky se protahovaly a motorizace u ČSD se tím neustále zdržovala. Bylo proto nutné přistoupit k opravám starých parních lokomotiv mimo plán. Až se začátkem nové dekády začaly na ČSD postupně přicházet první motorové lokomotivy ve větších počtech, především díky zahájení sériové výroby právě řad T 211.0 a T 435.0. Postupně se jejich výkony zlepšovaly, na těžší posun však byly stále příliš slabé. V roce 1960 byl vyroben prototyp lokomotivy s kývačkovými podvozky T 435.0087 výrobní číslo 4914 ("agrárník") a umístěn do LD Praha-Vršovice.Tento prototyp byl průlomem v konstrukci podvozků ČKD.
Mezitím již běžela výroba typu ČME2 pro Sovětský svaz, v podstatě vycházejícího z řady T 435.0, tyto stroje byly však o něco těžší a silnější. Roku 1962 byly první stroje z této dodávky uvolněny pro tuzemské potřeby a tak vznikla řada T 458.1, pozdější 721. První vyrobené stroje směřovaly na široký rozchod a nesly ještě označení T 458.0, další vyrobené pro normální rozchod již byly označeny řadou T 458.1.
Lokomotivy se u ČSD velmi dobře osvědčily, v provozu byly poměrně oblíbené a spolehlivé. Oproti řadě T 435.0 bylo podstatně zlepšeno prostředí v kabině pro obsluhu stroje z hlediska hlučnosti a odpružení.
Kromě dodávek pro ČSD a československý průmysl byly tyto lokomotivy úspěšně i exportovány. Mimo hlavních dodávek do SSSR došlo k jejich vývozu i do Albánie, Iráku, Indie, NDR a Polska; v některých z těchto lokalit slouží do dnešních dnů. Celkově bylo včetně všech exportních lokomotiv vyrobeno 941 strojů řady T 458.1 a odvozených typů. Produkce této řady skončila v roce 1973 (poslední stroje pro Irák) v souvislosti s přípravou nové generace lokomotiv, představovanou především typem T 448.0 (740).

## Konstrukce
Hnací agregát (typ 6 S 310 DR) odpovídá původní řadě T 435.0 a výkon je shodný. Stroj má delší rám (délka přes nárazníky je 13,28 m, celkový rozvor 9,1 m a rozvor náprav v podvozku 2,4 m), kývačkové podvozky s plochou tornou nové konstrukce (poprvé odzkoušeny na stroji T 435.087; u prvních strojů na široký rozchod byly ještě použity starší pensylvánské) a větší palivovou nádrž (4000 l). Převodový poměr trakčních elektromotorů (TM) na nápravách byl změněn a změnil se i průměr kol (z 1000 na 1050 mm, shodný se stroji pro sovětského zákazníka). Max. rychlost vzrostla na 80 km/h a úpravy trakčních motorů typu TE 004 přinesly zvýšení trvalé tažné síly na 12 t (řada 720 - 10,4 t). Kompresor K 2 lok-1 dává 160 m3 vzduchu/hod. Hmotnost lokomotivy je 74 t a nápravový tlak se zvýšil na 18,5 t. V kabině je jen jeden řídící pult - na pravé straně (jízda kapotou vpřed). Pro snížení nadměrné hlučnosti byl dosazen nový a účinnější tlumič výfuku.

## Provoz

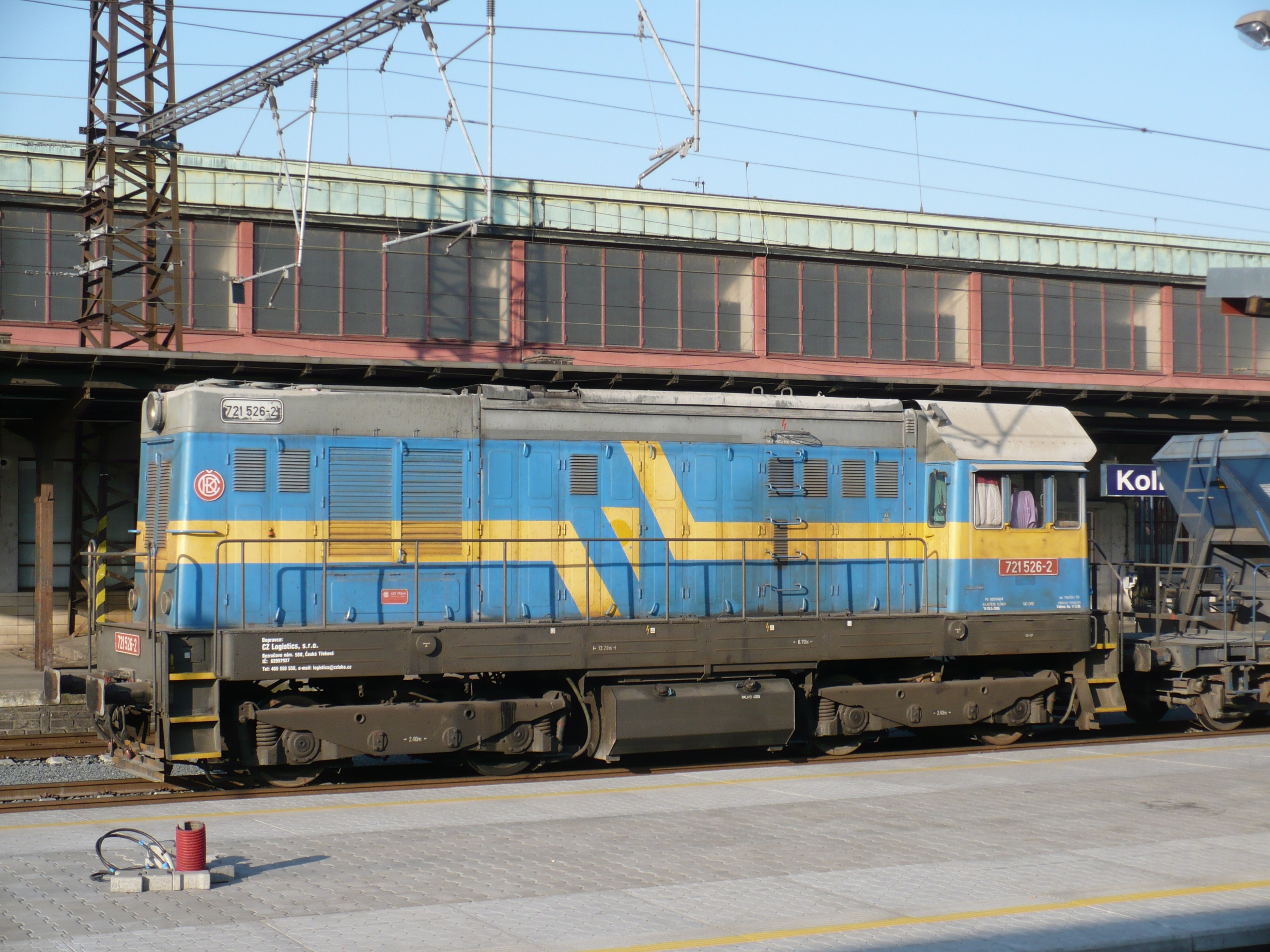
Některé lokomotivy této řady dnes stále slouží u soukromých dopravců

Stejně jako menší řada T 435.0, i tyto lokomotivy byly předurčeny k posunu a dopravě lehčích nákladních vlaků. Díky vyšší hmotnosti disponovaly také většími tažnými silami a byly často nasazovány i na spádovištích a při přetazích těžkých souprav. V polovině 60. let však začaly být hromadně vyráběny větší šestinápravové řady T 669.0/1 (770/771), které tuto práci později zastaly. Menší řadu 721 tím odsunuly na podřadnější práce či do pozice postrkových a přípřežních lokomotiv. Po zhruba 20 letech provozu začaly být první lokomotivy odstavovány především pro svou zastaralost a neekonomičnost - jedním z nástupců se stala například řada 740. Na mnoha pozicích ale tyto vpravdě nezničitelné lokomotivy sloužily ještě mnoho let, nákladní divize slovenská ZSCS je používala déle než ČD Cargo, typické byly především pro východní část země, kde si vysloužily méně obvyklou přezdívku traktor. Lokomotivy původem z průmyslu často taktéž skončily na šrotištích, některé ale odkoupili nově vzniklí soukromí dopravci a po opravách je provozují. Jejich přednosti jsou využívány například při vedení pracovních nebo stavebních vlaků při opravách tratí, případně v dopravě kratších nákladních vlaků na místních tratích. Lokomotivu 721.151 vlastní dopravce Regiojet a využívá ji na postrky[zdroj?].

## Historické lokomotivy
- 721.079 (Železničná spoločnosť Slovensko, ve sbírce Múzejno-dokumentačného centra)
- 721.105 (Železničná spoločnosť Slovensko, ve sbírce Múzejno-dokumentačného centra)
- 721.106 (Klub přátel kolejových vozidel)
- 721.230 (Hrbatá Máňa)
- 721.519 (Klub přátel kolejových vozidel)